# Parameria polyneura
Parameria polyneura är en oleanderväxtart som beskrevs av Joseph Dalton Hooker. Parameria polyneura ingår i släktet Parameria och familjen oleanderväxter. Inga underarter finns listade i Catalogue of Life.